# GREENTERIOR
『GREENTERIOR』（グリーンテリア）は、JFN10局ネットで放送されているラジオ番組である。

## 概要
- ガーデンデザイナー・グリーンコーディネーターとして活動するアガタトモコが、身近な植物やガーデニングの話題を紹介、四季の流れに合わせた植物の楽しみ方・魅力を紹介する。
- BGMにアコースティックなサウンドを使用し、FM番組では数少ない、癒しを提供する番組でもある。

## ネット局
- 毎週日曜日 15:55～16:00
  - FM香川
  - FM青森
  - FMとやま

- 毎週日曜日 13:55～14:00
  - FM徳島 2008年12月まで放送されており、一旦終了していたが、2010年4月4日放送分より放送を再開した。

- 毎週日曜日 8:25～8:30
  - エフエム岩手

- HELLO FIVE(毎週火曜10:55～11:00)
- FM福井(毎週火曜14:50～14:55)
- FM三重(毎週水曜17:55～18:00)
- FM山形(毎週金曜12:50～12:55)
- HFM(毎週土曜15:55～16:00)

## 過去のネット局
- ふくしまFM
- Radio80
- FM大分